# Thanatus parangvulgaris
Thanatus parangvulgaris är en spindelart som beskrevs av Alberto Barrion och James A. Litsinger 1995. Thanatus parangvulgaris ingår i släktet Thanatus och familjen snabblöparspindlar.
Artens utbredningsområde är Thailand. Inga underarter finns listade i Catalogue of Life.